# 阿部良二
阿部 良二（あべ りょうじ。1953年3月6日 - ）は、岩手県紫波町出身の元競輪選手である。現役時代は日本競輪選手会青森支部所属（登録地は岩手県）。日本競輪学校（当時。以下、競輪学校）第29期生。

## 経歴

### 競輪の存在さえ知らなかった高校時代
岩手県立大迫高等学校時代、松阪競輪場で行われた1970年の全国高等学校総合体育大会自転車競技大会・スプリント（当時はスクラッチ）で、小池和博に次いで2位に入った。しかし、阿部の生まれである岩手は当時、競輪に全く縁のない地であったため、顧問の先生に競輪選手になってみないかと勧められて、漸くその存在を知ることになったという。
競輪学校第29期生として1972年4月2日、取手競輪場でデビュー戦を迎えて1着となり、以後負け知らずの21連勝を記録した。なお、同校29期生から、特別競輪（現在のGI）優勝者を4人（加藤善行（岩手）、阿部、天野康博（新潟）、久保千代志（愛知））輩出したことを讃え、競輪マスコミから、花の29期生と名づけられた。

### 三強を震撼させた選手
阿部がデビューした1972年といえば、福島正幸、田中博、阿部道の三強時代であったが、そのうちの一人である福島が、「もしも私を含めた三強の時代を終焉させる選手がいるとすれば、それは間違いなく阿部良二であり、彼がトップクラスに上がったら（私を含めた三強は）即『終わり』だと思った。何せ、私らとは馬力が違い過ぎていたから。」と述べており、それだけ阿部のパワーというのは新人時代から恐るべきものがあったと考えられる。

### 「絶好調です！」
この言葉は元巨人の中畑清が放った言葉として有名であるが、阿部は中畑が言うはるか以前より使用していたという。
その理由として、競輪マスコミに「調子はどうですか？」と聞かれて、「これからバンクという戦場へと出て行くというのに、調子が「まぁまぁです」なんて言えるはずがない。」という意味から使用されたようだが、とにかく当時の阿部良二は、当時の競輪界にとってみれば規格外というべき性格の選手であり、大言壮語なコメント（競輪マスコミから良二語録と言われた）ぶりも目立った選手だった。

### 破壊力満点
新人時代は、前出の福島が、「馬力が我々とは全く違う」と言わしめたほどの破壊力を誇った選手であった。後述の通り、ゴール10メートル手前で両手を挙げてバンザイするような他を圧倒させる戦いができたのは歴代の競輪選手の中でも阿部ぐらいなものであり、中には短かったとはいえ、阿部の全盛期こそが歴代の競輪選手の中では一番強かったという声が一部にあるほどである。
特に、2023年4月11日に小堺浩二に更新されるまで富山競輪場のバンクレコード記録（1981年6月22日に9.0秒を記録）を保持し続けており、これは現存する競輪場の中では最も長く保持された記録であった。

### 競輪界の悲願成就
阿部は1975年の世界自転車選手権・リエージュ（ベルギー）大会、プロスクラッチで競輪選手として初めて銅メダルを獲得した。3位決定の瞬間、阿部は派手なガッツポーズを決めてみせた。同大会に競輪選手が1957年から出場して以来、18年目の快挙であった。ところが翌年、阿部はなぜか世界選手権の代表を辞退してしまう。

### 「遊びはもうこりごり」
1976年の全日本プロ選手権自転車競技大会（熊本競輪場）で阿部はスクラッチで優勝し、世界選手権のプロ代表に選ばれたはずだった。ところが阿部は、「世界選のような遊びはもうこりごり。」といって代表を辞退してしまった。そればかりか阿部はこの後においても世界選手権に出場することはなかった。
この理由として当時、阿部が国内ではまだノンタイトルだったことが挙げられ、競輪でタイトルを取っていない以上、まずはそれを勝つことが第一と考えられたからだという見方があるが、実はもう一つの理由が考えられた。
というのは、阿部が前年の世界選で銅メダルを獲得したとき、欧州の自転車関係者から、「1年間、欧州グランプリシリーズ に出てみないか。」と打診され、阿部自身も乗り気だったのに、競輪界関係者から反対されたことで、阿部自身が自転車競技に対する意欲が失われたことに起因するといわれている。
ところで阿部の代役として同年の世界選に出場したのが中野浩一。阿部の辞退がなければ、ひょっとすると中野の10連覇はなかったかもしれない。

### 桁外れの優勝
1976年の競輪王戦決勝では、3角あたりで捲りを決めると他の選手は全くついてこれず、そのため、何とゴール手前10メートル付近で両手を挙げてバンザイするというシーンが見られた。

### 短き全盛期
しかしながら、阿部の全盛期は短く、1975年にデビューした中野浩一がトップスターの地位を確立した時点で事実上終焉を迎えたといっても過言ではない。その要因として、岩崎誠一の不慮の事故にかかる成績不振や、フラワーラインの台頭に伴い、力と力がぶつかり合う「点の戦い」から、ライン最優先の「線の戦い」へと競走の流れが移ってしまったことに起因する。自分の型を押し殺してまでラインに貢献する走りというものを好まなかった阿部は、フラワーVS中野時代に入りすっかり埋没。1980年の日本選手権競輪（前橋競輪場、7着）が最後の特別競輪決勝進出となってしまった。

### 15年ぶりにビッグレース出場
ともすれば、これから更なるタイトル獲りが期待されていた時代に不遇をかこつことになった阿部。40代の初めの頃にはついにA級に陥落することになったが、そのA級で往時を彷彿とさせる力強い走りを随所に見せ、20代の若手選手が阿部にマークにつくといったレースもしばし見られるようになった。
そして、40代終盤にさしかかる頃にS級復帰を果たし、2002年6月開催のふるさとダービー（松阪競輪場）において、1987年の日本選手権競輪以来、何と15年ぶりにビッグレースへの出場を果たしたが、ビッグレースの出場はこれが最後となった。
2004年9月28日、選手登録消除。通算勝利数670。阿部が登録地として籍を置いていた岩手県には競輪場がないため、引退式はサテライト石鳥谷で行われた。

### 引退後
現役選手時代から高校生を中心としたアマチュアを指導していた縁もあり、引退後は日本ナショナルチームのヘッドコーチに任命され、フレデリック・マニェ監督を補佐。2010年のトラックレース世界選手権では、マニェが前年に退任したことを受け、監督を務めた。

## 主な獲得タイトルと記録
- 1976年 - 競輪祭全日本競輪王（小倉）
- 1978年 - 高松宮杯（大津びわこ）
- バンクレコード - 富山競輪場、9.0秒（1981年6月22日）
  - 2023年4月11日、小堺浩二が更新